# Yúliya Karímova
Yúliya Zakirovna Karímova –en ruso, Юлия Закировна Каримова– (Izhevsk, 2 de abril de 1994) es una deportista rusa que compite en tiro, en la modalidad de rifle.
Participó en los Juegos Olímpicos de Tokio 2020, obteniendo dos medallas de bronce, en las pruebas de rifle en tres posiciones 50 m y rifle 10 m mixto (junto con Serguei Kamenski). En los Juegos Europeos de Minsk 2019 consiguió una medalla de oro en la prueba de rifle 10 m mixto.
Ganó una medalla de oro en el Campeonato Mundial de Tiro de 2018 y tres medallas en el Campeonato Europeo de Tiro entre los años 2015 y 2021.

## Palmarés internacional
| Juegos Olímpicos   | Juegos Olímpicos         | Juegos Olímpicos  | Juegos Olímpicos           |
| Año                | Lugar                    | Medalla           | Prueba                     |
| ------------------ | ------------------------ | ----------------- | -------------------------- |
| 2020               | Tokio (Japón)            | Medalla de bronce | Rifle 3 posiciones 50 m    |
| 2020               | Tokio (Japón)            | Medalla de bronce | Rifle 10 m mixto           |
| Campeonato Mundial |                          |                   |                            |
| Año                | Lugar                    | Medalla           | Prueba                     |
| 2018               | Changwon (Corea del Sur) | Medalla de oro    | Rifle 3 posiciones 50 m    |
| Juegos Europeos    |                          |                   |                            |
| Año                | Lugar                    | Medalla           | Prueba                     |
| 2019               | Minsk (Bielorrusia)      | Medalla de oro    | Rifle 10 m mixto           |
| Campeonato Europeo |                          |                   |                            |
| Año                | Lugar                    | Medalla           | Prueba                     |
| 2015               | Maribor (Eslovenia)      | Medalla de bronce | Rifle en pos. tendida 50 m |
| 2020               | Breslavia (Polonia)      | Medalla de oro    | Rifle 10 m mixto           |
| 2021               | Osijek (Croacia)         | Medalla de bronce | Rifle 10 m mixto           |